# 1656 год в литературе

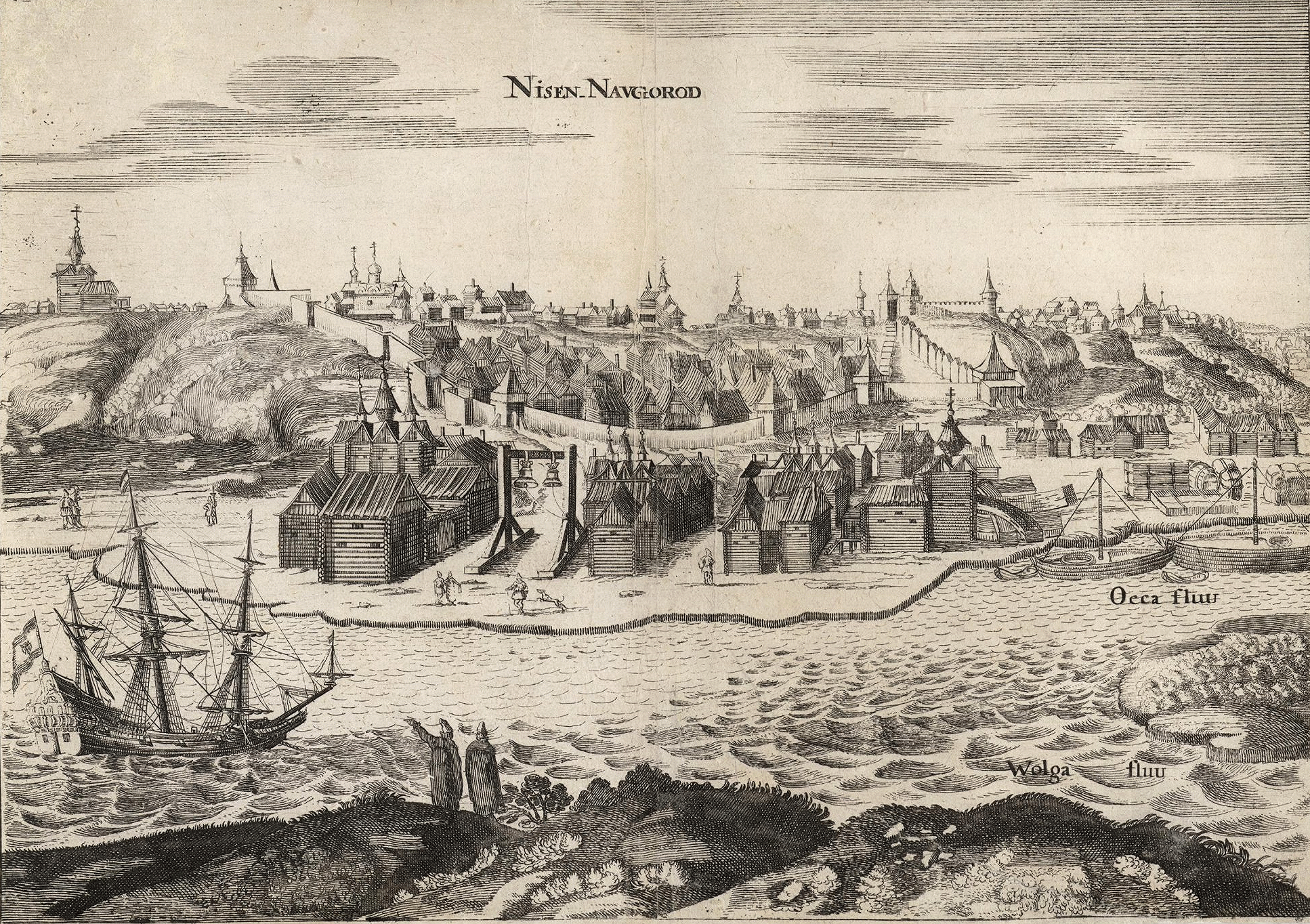
Вид Нижнего Новгорода из книги Адама Олеария «Описание путешествия Голштинского посольства в Московию и Персию»", Шлезвиг, 1656

## События
- Спиноза отлучён от еврейской общины за свободомыслие.
- Арестован английский поэт Абрахам Каули как приверженец королевской партии, освобождён только после смерти Кромвеля.

## Книги и пьесы
- 16 декабря — комедия Мольера в стихах «Любовная досада» .
- Опубликованы «Письма к провинциалу» Блеза Паскаля.

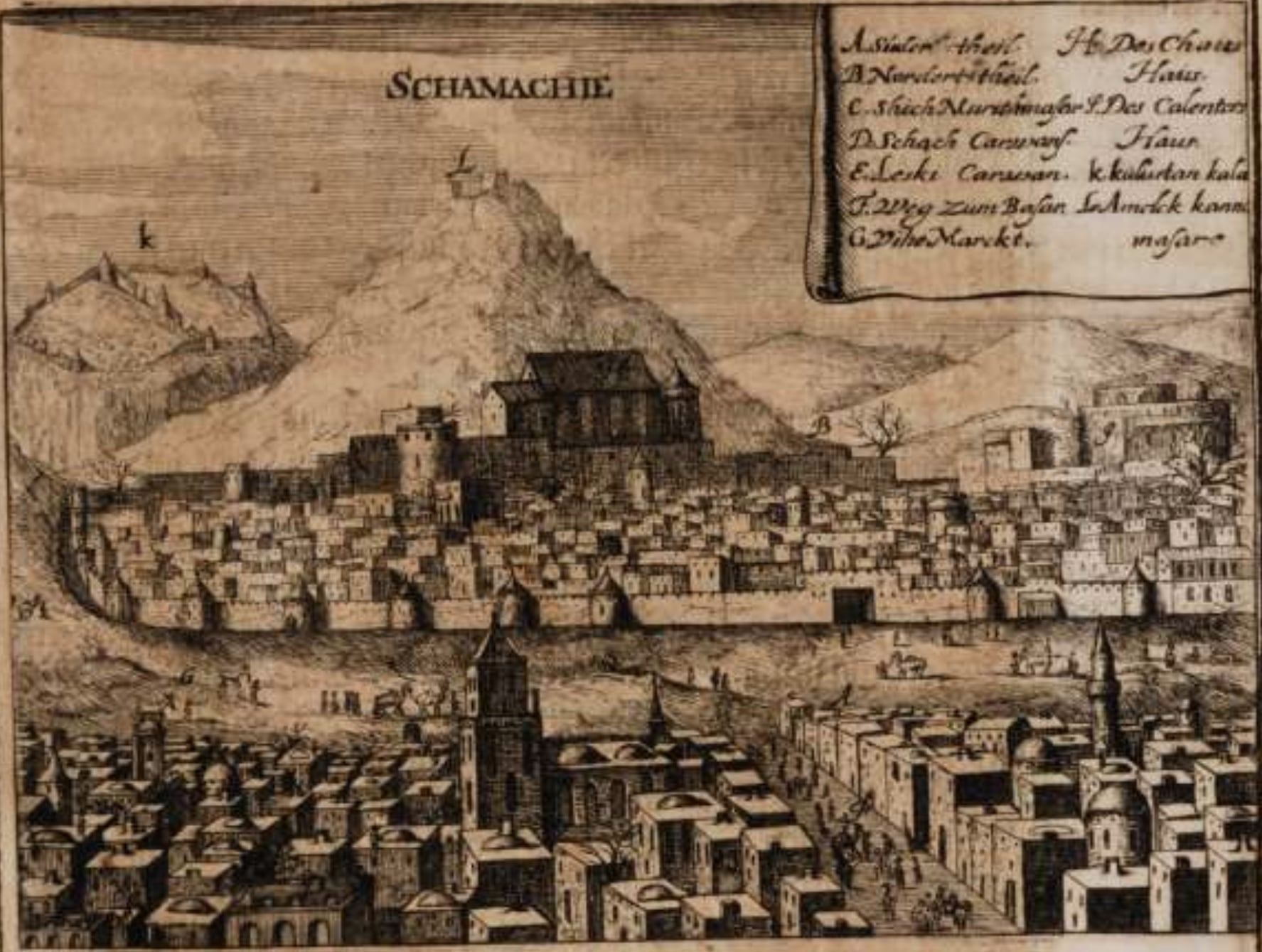
Шемаха. Гравюра из «Описания путешествия». Адама Олеария. 1656 г.

- Поставлена трагедия «Тимократ» Тома Корнеля.
- Драматург Джон Форд вместе с Томасом Деккером опубликовали маску «Любимец солнца» (The sun’s darling, A moral masque).
- Изданы анакреонтические стихотворения («The mistress», неоконченная поэма «Davideis» и другие) английского поэта Абрахама Каули.
- Труды «Historiarium et observationum medico-physicarum centuria IV» и «Vitae Renati Cartesii, summi philosophi compendium» Пьера Бореля.
- Издана книга Джеймса Гаррингтона «Oceana» (рус. «Республика Океания»), посвящённая Кромвелю.
- Издана биография Маргарет Кавендиш «Правдивая история моего рождения, моего образования и моей жизни» (Relation véridique de ma naissance, de mon éducation et de ma vie)

## Родились
- 17 июня — Пауль Тимих, немецкий поэт (ум. 1694).
- 27 июня — Пауль Якоб Марпергер, немецкий переводчик, литератор (ум. 1730).
- 1 августа — Якуб Ксавер Тицин, лужицкий писатель (ум. 1693).
- 9 ноября — Пауль Алер, иезуит, писатель (ум. 1727).
- 16 ноября — Абрахам Френцель, лужицкий писатель (ум. 1740).
- 17 ноября — Чарльз Давенант, английский экономист и писатель (ум. 1714).

## Без точной даты
- Жан-Гальбер Кампистрон, французский поэт (ум. 1723).

## Умерли
- 16 февраля — Иоганн Клай (младший), немецкий поэт (род. 1616).
- 27 февраля — Йохан ван Хемскерк, голландский поэт (род. 1597).
- 21 марта — Джеймс Ашшер, ирландский историк-библеист и коллекционер исторических документов, один из основоположников библейской хронологии (род. 1581).
- 4 апреля 
  - Ривинус, Андреас[нем.], немецкий поэт (род. 1588).
  - Шимон Старовольский, польский писатель, историк (род. 1601).
- 24 августа — Эгидий Гелениус, немецкий клирик и историк, автор труда «О вызывающих восхищение святых и гражданах Большого Кёльна» (De admiranda sacra et civili magnitudine Coloniae) (род. 1595).
- 6 сентября — Филипп Казимир Обухович, польский писатель-мемуарист.
- 8 сентября — Джозеф Холл, английский писатель-моралист и сатирик (род. 1574).
- 27 декабря — Эндрю Уайт, английский иезуит, миссионер, участвовавший в создании колонии Мэриленд, летописец, автор сочинений, ставших основным источником жизни коренных американцев того времени и миссии иезуитов в Северной Америке (род. 1579).

## Без точной даты
- декабрь — Бенедикт Сёллёши, словацкий поэт и составитель книг (род. 1609).